# Моравани (Михаловце)
Моравани (слч. Moravany) насељено је мјесто са административним статусом сеоске општине (слч. obec) у округу Михаловце, у Кошичком крају, Словачка Република.

## Становништво
| Година:    | 1994. | 2004.   | 2014.   | 2024.   |
| ---------- | ----- | ------- | ------- | ------- |
| Број људи: | 1051  | 1040    | 1047    | 1034    |
| Разлика:   |       | -1,04 % | +0,67 % | -1,24 % |

| Година:    | 2023. | 2024.   |
| ---------- | ----- | ------- |
| Број људи: | 1025  | 1034    |
| Разлика:   |       | +0,87 % |

Према подацима о броју становника из 2024. године насеље је имало 1034 становника.